# Ford T
Ford T ili Ford Model T ime je za model automobila kojeg je proizvodila tvrtka Ford između 8. listopada 1908. godine i 26. svibnja 1922. godine i bio je prema mnogima prvi automobil kojeg su mogli kupiti po pristupačnoj cijeni, i koje je omogućilo srednjom ekonomskom staležu u SAD-u putovanje automobilom. Ford T bio je simbol industrijalizacije i modrenizacija SAD-a, koji su uspjeli savladati problem industrijske proizvodnje jednog složenog proizvoda na masovnoj razni. Ford T je prema povjesničarima i prema tvrdnjama mnogih stručnjaka jedan od najutjecajnijih automobila 20. stoljeća, iznad Mini Morisa, Citroën DS te Volkswagena Tipa 1 i s 16,5 milijuna prodanih primjeraka nalazi se na vrh ljestvice 10 najprodavanijih automobila svih vremena.

## Galerija
- 1908 Runabout
- 1910 Runabout
- 1911 Touring
- 1913 Runabout
- 1914 Touring
- 1915 Runabout
- 1916 Touring
- 1917 Runabout
- 1919 Runabout
- 1920 Touring
- 1921 Touring
- Kamionet s ravnim dnom iz 1922.
- 1923 Ford Model T Depot Hack
- 1923 Runabout (rani model iz 1923.)
- 1924 Touring
- 1925 Touring
- 1926 Runabout
- 1926 Touring
- 1926 Ford Model T Tudor
- 1927 Runabout
- 1928 Ford Model A Tudor Sedan